# Pectinaria hiuchiensis
Pectinaria hiuchiensis är en ringmaskart som beskrevs av Kitamori 1965. Pectinaria hiuchiensis ingår i släktet Pectinaria och familjen Pectinariidae. Inga underarter finns listade i Catalogue of Life.